# Ecce quam bonum

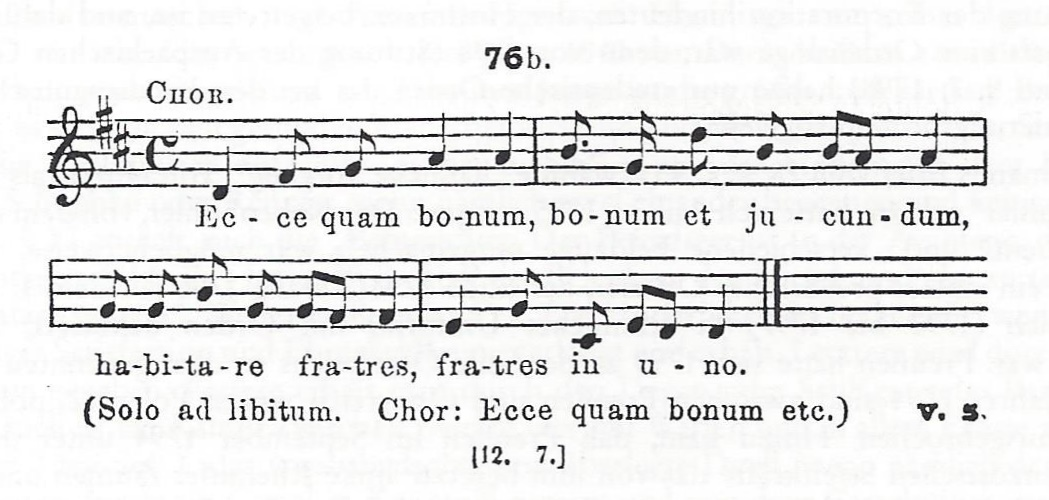
Tuttistrophe des Ecce quam bonum (aus einem Kommersbuch um 1870)

Ecce quam bonum ist ein Rundgesang. Der namensgebende lateinische Refrain stammt aus Psalm 133 („Seht doch, wie gut und schön ist es, wenn Brüder miteinander in Eintracht wohnen.“).

## Das Ecce quam bonum bei E. T. A. Hoffmann
Als E. T. A. Hoffmann von 1792 bis 1795 an der Albertus-Universität Königsberg studierte, gab es noch keine Kränzchen oder  landsmannschaftlichen Zusammenschlüsse. Seit dem  Freimaurer  Friedrich II. waren an den preußischen Universitäten nur Studentenorden erlaubt. Erst eine Verordnung  Friedrich Wilhelms II. vom 9. Juli 1798 ermöglichte „die Errichtung von erlaubten Gesellschaften und Verbindungen unter der studentischen Jugend“. Mit großer Wahrscheinlichkeit hat Hoffmann sowohl an der Königsberger Allgemeinheit als auch in einer oder in beiden Ordenslogen teilgenommen (Amicistenorden, Harmonistenorden). Dem idealistischen und fröhlichen Leben setzte er in den Lebens-Ansichten des Katers Murr ein Denkmal. Auf den  „Kneipen“ wurden das Gaudeamus igitur und andere Studentenlieder gesungen, bis der  „Senior“ Puff zu vorgerückter Stunde mit gewichtiger Pfote auf den Tisch schlug und verkündete, dass nun das wahre, echte  Weihelied gesungen werden müsse, das Ecce quam bonum. Das Psalmenzitat verweist auf Brüderlichkeit.

„Ecce quam bonum, bonum et jucundum, habitare fratres, fratres in uno.“